# Orhan Gülle
Orhan Gülle (Düzköy, 15 januari 1992) is een Turks voetballer die doorgaans speelt als middenvelder. In augustus 2024 tekende hij voor Uşakspor.

## Clubcarrière
Gülle werd geboren in Düzköy, maar verhuisde in zijn jeugd naar Istanbul. Aldaar speelde hij in de jeugdopleiding van Beşiktaş. Op 2 juli 2010 maakte Gaziantepspor bekend de middenvelder overgenomen te hebben en een vierjarige verbintenis te hebben gegeven. Op 14 april maakte hij zijn debuut tegen Kasımpaşa. Via Kayseri Erciyesspor kwam hij bij Sivasspor terecht. Dat verhuurde hem aan Boluspor. In de zomer van 2016 verliet Gülle Sivasspor, nadat zijn contract was afgelopen. Hierop ondertekende hij een eenjarige verbintenis bij Ankaragücü. Na een jaar stapte hij over naar Fethiyespor, waar hij een halfjaar speelde. In januari 2018 verkaste de middenvelder naar Silivrispor. Na een halfjaar werd Adana Demirspor zijn nieuwe club. Voorafgaand aan het seizoen 2019/20 verkaste Gülle naar Erokspor. Na een verhuurperiode bij Yomraspor en een vaste transfer naar die club, speelde Gülle nog bij Modafen. Hierna keerde hij in september 2022 terug bij Yomraspor, om vier maanden later te verkassen naar Bergama Belediyespor. Medio 2024 nam Uşakspor hem onder contract.